# Pont flottant

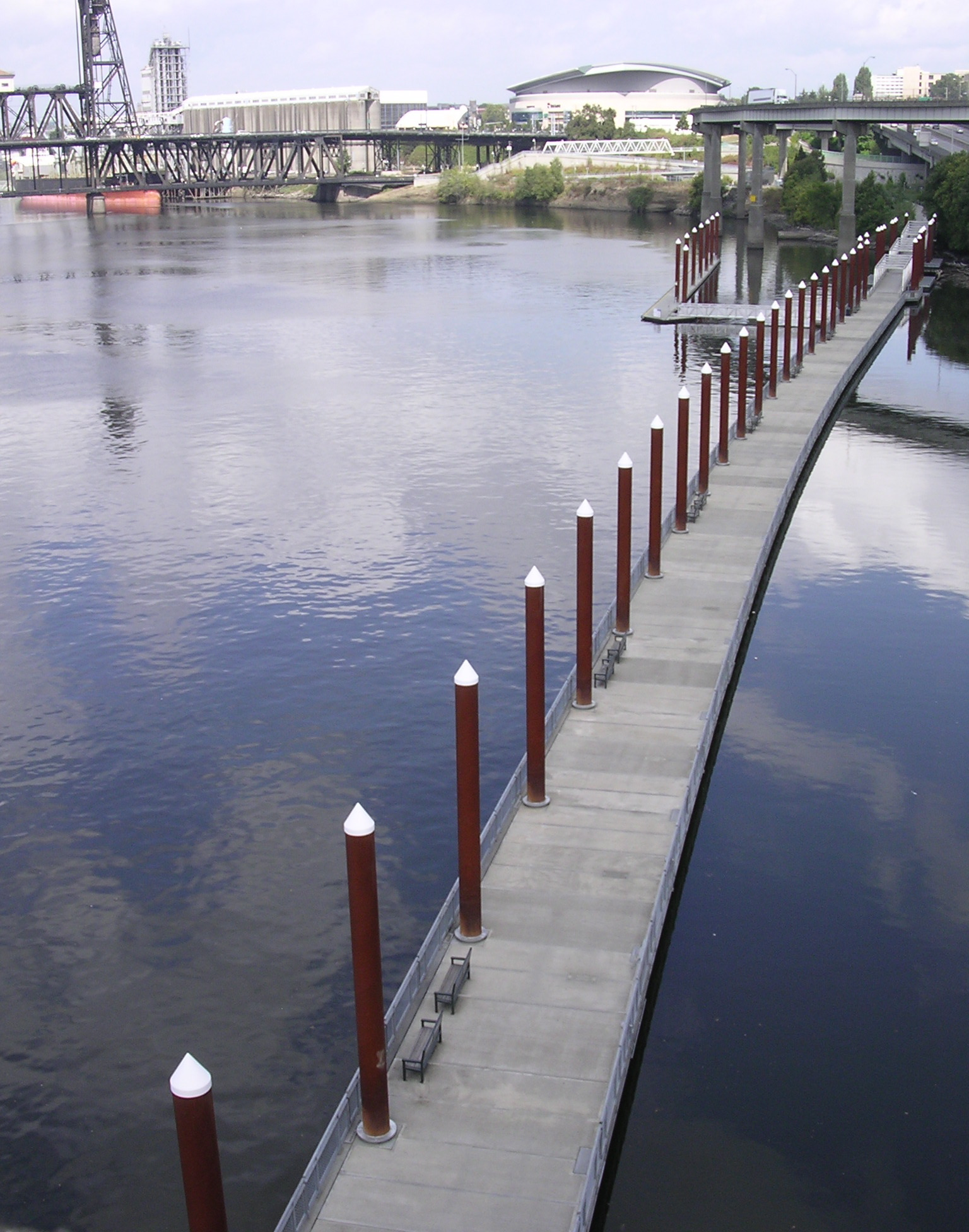
Pont flottant de l'esplanade Eastbank à Portland, Oregon.

Un pont flottant (ou ponton flottant) est un pont qui flotte sur l'eau, supporté par des flotteurs, des chalands, ou des bateaux-pontons.

## Histoire

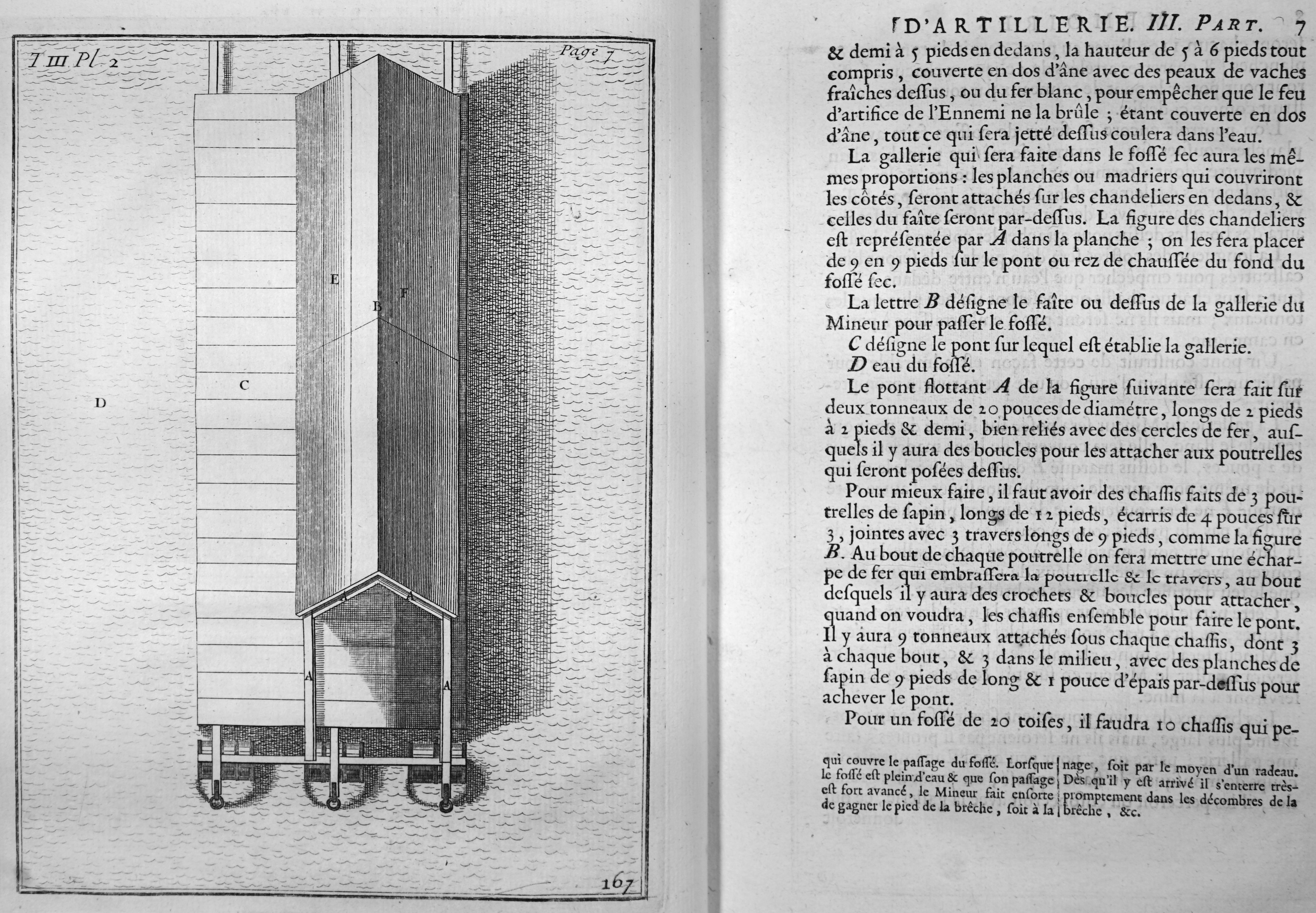
Exemple de la fin XVIe siècle.

Le roi perse Darius voulut faire passer son armée de l'Asie vers l'Europe lors de son expédition contre les Scythes en 513 av. J.-C. Il fit construire un pont de bateaux sur le Bosphore pour relier les deux rives. De la même manière, en 481 av. J.-C., Xerxès relia les rives du détroit des Dardanelles par un pont de bateaux pour envahir la Grèce. 
Les ponts de bateaux étaient courants chez les Romains[réf. nécessaire].

## Description

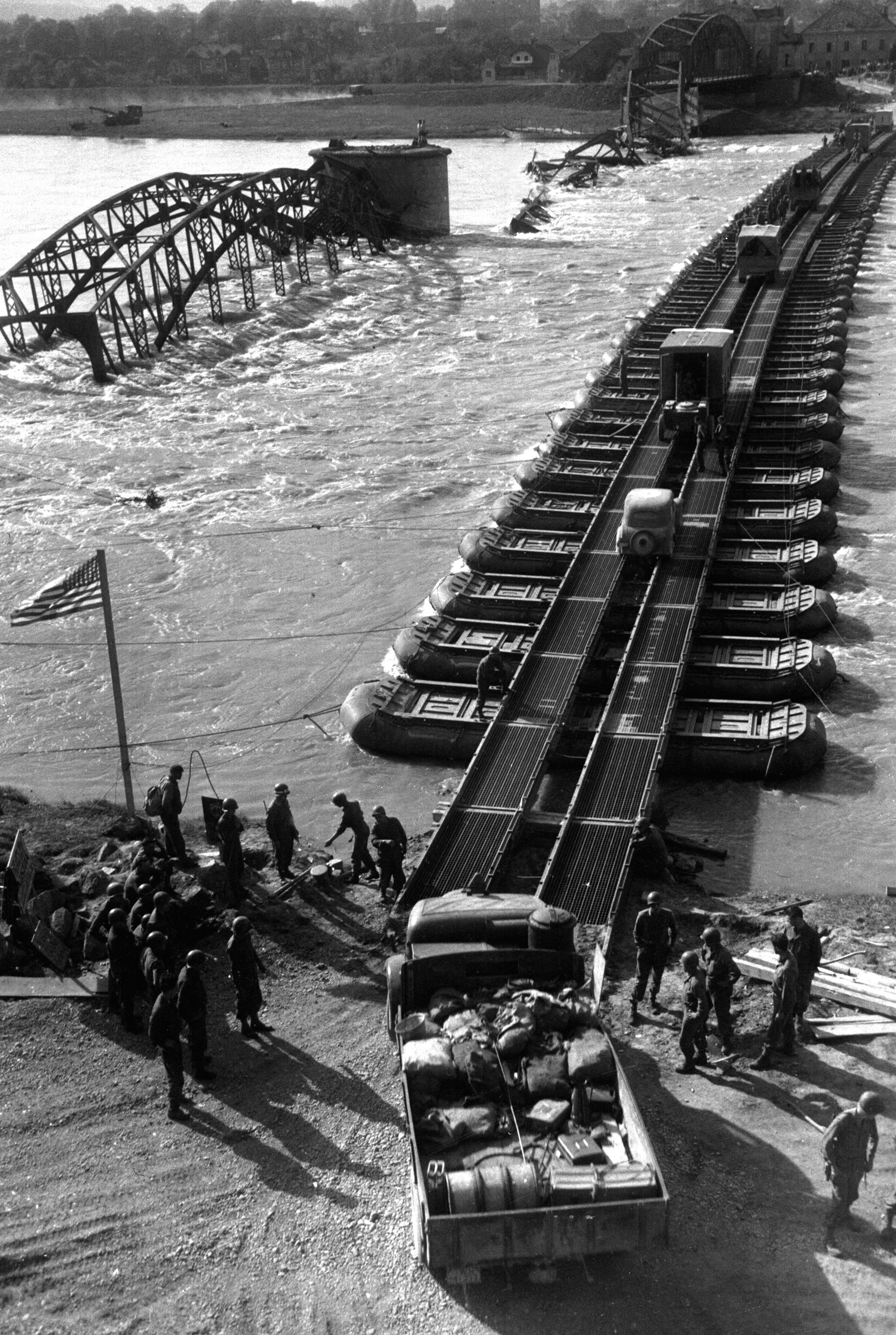
Pont flottant provisoire sur l'Inn, en 1945, fabriqué avec des bateaux.

Les ponts flottants sont des structures temporaires, bien que certains soient utilisés pour de longues périodes (plus de vingt ans pour certains modèles). Des ponts flottants permanents sont utiles pour les passages à niveau et les écluses où il n'est pas rentable de suspendre un pont de pilotis ancrés. Ces ponts peuvent exiger une section qui est élevée, ou peuvent être soulevés ou retirés, afin d'autoriser les navires à passer. En outre, quand la construction d'un pont classique n'est pas envisageable (distance trop longue ou profondeur d'eau trop importante), les ponts flottants peuvent apparaître comme une alternative viable, par exemple en Norvège. 

## Utilisation
Les pontons flottants sont utilisés en mer, sur un lac, ou sur une rivière. Principalement employé pour les bateaux (soit comme appontement pour l'amarrage, soit comme ber pour le halage), les pontons flottants sont également plébiscités pour les activités nautiques. Par exemple, les clubs de canoë-kayak installent un ponton au bord de l'eau pour gérer les départs et les arrivées des embarcations. Ce type de structure peut aussi être utilisé pour la fabrication d'une cabane flottante, ou encore pour la mise en place d'un chemin sur l'eau pour relier les deux bords du rivage. 

## Caractéristiques
Lors de la conception d'un pont flottant, l'ingénieur doit prendre en considération la charge maximale que le pont est destiné à soutenir. Chaque ponton peut soutenir une charge égale à la masse de l'eau qu'il déplace, mais cette charge comprend également la masse du pont lui-même. Si la charge maximale d'une section du pont est dépassé, un ou plusieurs pontons pourraient être submergés ou coulés. Les pontons routiers doivent être massifs pour être en mesure de soutenir la charge, mais suffisamment légers pour ne pas limiter la capacité d'accueil.
Avant l'avènement des techniques de construction militaires modernes, les ponts flottants étaient généralement construits en bois. Un pont flottant en bois pouvait être constitué d'une suite de sections, à partir d'un point d'ancrage sur la rive. Des pontons étaient fabriqués avec des bateaux, des tonneaux fixés ensemble, des radeaux faits de troncs liés ensemble, ou avec un mélange de ces éléments. Chaque section était formée d'un ou plusieurs pontons, qui étaient mis en place puis fixés et amarrés. Ces pontons étaient alors reliés par des madriers appelés poutres. Les poutres étaient ensuite recouvertes de planches transversales pour former un plancher, qui était maintenu en place par des rails latéraux. Le pont était prolongé de cette manière jusqu'à la rive opposée.
Un pont fait de pontons flottants en bois avait besoin d'être protégé contre les causes de dommages. Le pont peut se détacher ou plonger dans l'eau si l'on dépasse le poids maximal qu'il peut supporter. Il peut être en surcharge localisée si une section reçoit un poids beaucoup plus important que le reste du pont. Le pont peut se mettre à osciller dangereusement sous l'effet de chocs répétés suivant un rythme régulier, par exemple une colonne de soldats marchant au pas. Des objets flottants apportés par le courant peuvent s'accumuler contre les pontons, ce qui augmente l'effet du courant sur les pontons et peut les abîmer.
Une autre solution a été envisagée, celle de "ponts" formés de tunnels flottants entre deux eaux, pour la traversée de bras de mer, voire d'océans entiers. Cependant le coût d'un pont de ce type serait deux à trois fois supérieur à celui d'un pont flottant et la faisabilité reste à prouver. À ce jour il n'existe aucun tunnel flottant.

## Pont flottant militaire

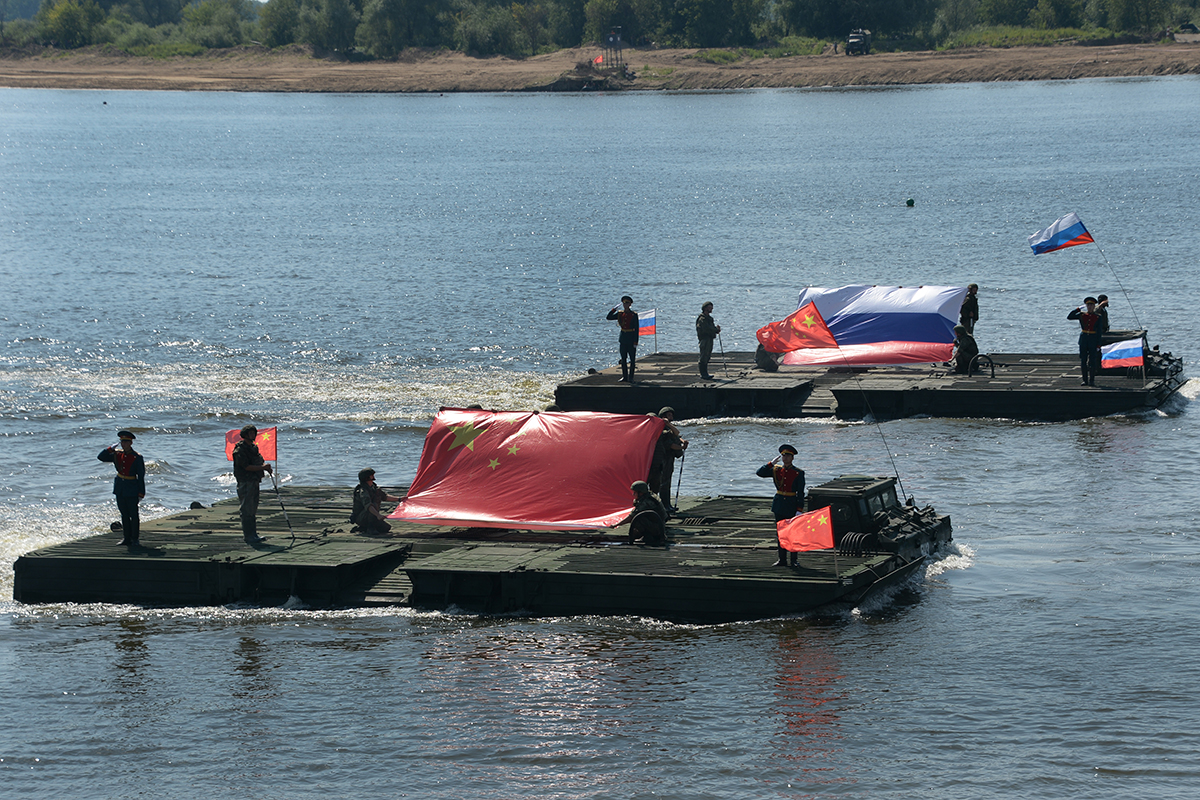
PMM-2M russe.

Les ponts flottants militaires sont généralement montés sur des véhicules afin de permettre un déploiement rapide. La mise en œuvre de ce type de matériel dépend du génie militaire. La France met en œuvre le pont flottant motorisé. La Russie met en œuvre le PMM-2M ainsi que le PMP.

## Ponts historiques

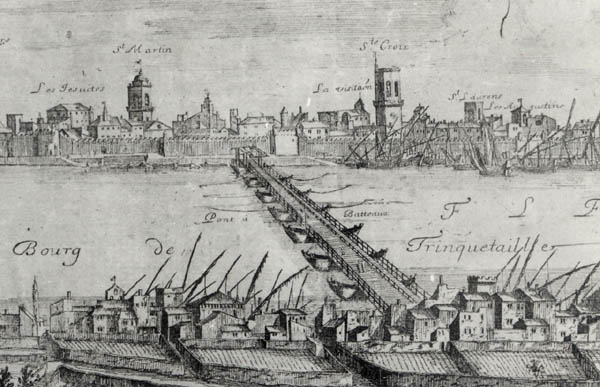
Pont de bateaux de Trinquetaille au XVIIe siècle (Peytret, Jacques).

- Pont de bateaux reliant Arles à Trinquetaille visible sur un tirage papier d'après une gravure sur cuivre réalisée par Jacques Peytret en 1660[4] ;
- Pont flottant de Séville, construit en 1171, qui permettait de traverser le Guadalquivir au nord de la ville.